# باسكيون
الباسكيون (باللغة الباسكية: euskaldunak) هم مجموعة إثنية أوروبية، يتميزون بالتحدث باللغة البشكنشية (اللغة الباسكية)، وبوجود ثقافة مشتركة ونسب جيني مشترك مع الفاسكونيين والأقطانيين القدماء. يُعد شعب الباسك من الشعوب الأصليين ويسكن، على نحو أساسي، منطقة تعرف تقليديًا ببلاد الباسك أو بلاد البشكنش (باللغة البشكنشيَّة: Euskal Herria)، وهي منطقة تقع حول الطرف الغربي من جبال البرانس على ساحل خليج غاسكونيا وتمتد على أجزاء من شمال وسط إسبانيا وجنوب غرب فرنسا.

## نبذة تاريخية
نظرًا لأن اللغة البشكنشية (اللغة الباسكية) لا علاقة لها باللغات الهندوأوروبية، فقد ساد الاعتقاد منذ زمن بعيد أنها كانت تمثل الشعب أو الثقافة التي احتلت أوروبا قبل انتشار اللغات الهندوأوروبية هناك. أظهر تحليل شامل للأنماط الوراثية الباسكية أن تفرد شعب الباسك الوراثي يسبق وصول الزراعة إلى شبه الجزيرة الأيبيرية، قبل نحو 7000 سنة. يُعتقد أن الباسكيين هم بقية السكان الأوائل الذين سكنوا أوروبا الغربية، وخصوصًا سكان المنطقة الكانتابرية الفرنسية. ورد ذكر قبائل الباسك في زمن الرومان من قبل المؤرخ اليوناني سترابو والمؤرخ الروماني بلينيوس، بما في ذلك قبائل الفاسكون والأقطان وغيرهما. توجد أدلة كافية لدعم الفرضية التي مفادها أن تلك القبائل كانت في ذلك الوقت، ولاحقًا، تتحدث بنوع قديم من اللغة البشكنشية (انظر: اللغة الأقطانية).
في أوائل القرون الوسطى، كانت المنطقة الواقعة بين نهري إبرة وغارون تُعرف باسم غاسكونيا، وهي منطقة إثنية وموقع سياسي غامض المعالم، وكانت تعمل على مقاومة ضغوط المملكة القوطية الغربيّة الإيبيرية والحكم العربي في الجنوب، فضلًا عن هجوم الفرنجة من الشمال. بحلول مطلع الألفية الأولى، تجزأت أراضي غاسكونيا إلى مناطق إقطاعية مختلفة، مثل سول ولابورد، في حين برزت في جنوب جبال البرانس مملكة قشتالة وبنبلونة ومقاطعات أراغون؛ سوبراربي وريباغوركا (مملكة أراغون فيما بعد) وكونتية بليارش بوصفها الكيانات الإقليمية الرئيسية التي يقطنها سكان شعب الباسك في القرنين التاسع والعاشر.
خضعت مملكة بنبلونة، وهي مملكة الباسك المركزية، التي عُرفت فيما بعد باسم مملكة نبرة، لعملية إقطاعية وخضعت لتأثير جيرانها الأراغونيين والقشتاليين والفرنسيين. حرمت قشتالة مملكة نبرة من سواحلها بغزوها الأقاليم الغربية الرئيسية (1199-1201) تاركة المملكة بوصفها مملكة غير ساحلية. دُمر شعب الباسك بحرب العصابات، وهي حروب حزبية مريرة وقعت بين العائلات الحاكمة المحلية. بعد أن ضعفت الحرب الأهلية في مملكة نبرة، سقطت معظم المملكة في النهاية قبل هجوم الجيوش الإسبانية (1512 -1524). غير أن أراضي مملكة نبرة، الواقعة شمال جبال البرانس، ظلت بعيدة عن متناول إسبانيا التي تزداد قوة. في سنة 1620، صارت مملكة نبرة السفلى مقاطعة في فرنسا.
مع ذلك، تمتع شعب الباسك بقدر كبير من الحكم الذاتي حتى الثورة الفرنسية (1790) والحروب الكارلية (1839، 1876)، عندما ساند الباسكيون ولي العهد كارلوس الخامس وذريته. على جانبي جبال البرانس، فقد شعب الباسك مؤسساته وقوانينه الأصلية التي كانت قائمة أثناء الحكم الأترافي. منذ ذلك الحين، وعلى الرغم من الوضع الحالي المحدود المتمثل في تمتع منطقة إقليم الباسك ومنطقة نبرة المنصوص عليها في الدستور الإسباني بالحكم الذاتي، حاول العديد الباسكيين الحصول على درجات أعلى من التمكين الذاتي (انظر القومية الباسكية)، وذلك من خلال أعمال العنف في بعض الأحيان. دُمجت لابورد، ونبرة السفلى، وسول في نظام أقاليم فرنسا (بداية من عام 1790)، وذلك مع فشل تحقيق جهود شعب الباسك لإنشاء كيان سياسي وإداري خاص بمنطقة محددة حتى الآن. غير أنه في يناير 2017، أُنشئت جماعة واحدة من أجل إقليم الباسك الفرنسي.

## الثقافة

### إسلوب طبخ الطعام
يُعد المطبخ الباسكي هو صميم ثقافة الباسك، والتي تأثرت بالمجتمعات المجاورة وبالإنتاج الرائع لمأكولات البر والبحر. تُعد ظاهرة المجتمعات التي تعتمد على فن الطهي إحدى سمات ثقافة شعب الباسك في القرن العشرين، وهي تُدعى في اللغة الباسكية باسم (تشوكو)، وهي عبارة عن نوادٍ للطعام يجتمع فيها الرجال لطهي طعامهم والتمتع به. حتى وقت قريب، لم يكن يُسمح للنساء بالدخول إلا ليوم واحد في السنة. تُفتح بيوت عصير التفاح (ساغاردوتيجي)، وهي مطاعم شائعة في جيبوزكوا، لبضعة أشهر حين يبدأ موسم التفاح.

### الإنتاج الثقافي
في نهاية القرن العشرين، تعافى الاقتصاد الباسكي بشكل ملحوظ على الرغم من أعمال عنف حركة إيتا (التي انتهت في عام 2010) وأزمة الصناعات الثقيلة. خرج الباسكيون من نظام حكم فرانثيسكو فرانكو بلغة وثقافة متجددة الحيوية. توسعت لغة الباسك جغرافيًا، وقادت المراكز الحضرية الكبرى في بنبلونة وبلباو وبايون ذلك التوسع الكبير، حيث كانت قد اختفت لغة الباسك تقريبًا قبل بضعة عقود فقط. في الوقت الحاضر، يحافظ عدد المتحدثين بلغة الباسك على مستواه من ناحية العدد أو يزداد قليلًا.

### شخصيات الباسك البارزة
من بين أبرز شخصيات شعب الباسك خوان سباستيان إلكانو (قاد أول بعثة ناجحة للإبحار حول العالم بعد وفاة فرناندو ماجلان في منتصف الرحلة)، وسانشو الثالث ملك نافارا، وإغناطيوس دي لويولا وفرنسيس كسفاريوس، وهما مؤسسا الرهبنة اليسوعية. دون دييغو ماريا دي غاردوكي إي آريكيبار (1735-1798) وهو أول سفير لإسبانيا لدى الولايات المتحدة. ميجيل دي أونامونو وهو روائي وفيلسوف مشهور في أواخر القرن التاسع عشر والقرن العشرين. الأب ألبرتو هورتادو، إس. جيه، (1901 -1952)، وهو كاهن يسوعي أسس منظومة الإسكان الخيرية هوغر دي كريستو، والتي تعني بيت المسيح، في تشيلي. وفرت تلك المنظومة بيئة شبيهة بالمنزل للمشردين. أسس أيضًا رابطة نقابات العمال التشيلية لتعزيز حركة نقابية تستند إلى التعاليم الاجتماعية للكنيسة الكاثوليكية. كان صديقًا ومخلصًا لكل الفقراء والمشردين. قام البابا يوحنا بولس الثاني بتطويبه في 16 أكتوبر 1994، وقدسه البابا بندكت السادس عشر في 23 أكتوبر 2005.